# АЕК Роутмастер
АЕК Роутмастер е британски производител на автобуси, произеждал прочутите лондонски двуетажни автобуси.

## История
Първия модел на компанията започва да се движи из улиците на Лондон през 1956-та година. Автобусите наследяват двуетажни автобуси от марката STL. Първия модел на компанията се нарича RM1. На негова база сде създават и следващите модели RM2 и RM3. Някоко години по-късно компанията произвежда и най-популярния автобус RM140, от който са произваждани над 2000 екземпляра.